# Cattedrali in Ungheria
Questa è una lista delle cattedrali dell'Ungheria.

## Cattedrali cattoliche

### Rito latino
| Cattedrale                                         | Arcidiocesi o Diocesi               | Località       | Immagine |
| -------------------------------------------------- | ----------------------------------- | -------------- | -------- |
| Cattedrale di San Giovanni Apostolo ed Evangelista | Arcidiocesi di Eger                 | Eger           |          |
| Cattedrale di Sant'Anna                            | Diocesi di Debrecen-Nyíregyháza     | Debrecen       |          |
| Concattedrale di Nostra Signora d'Ungheria         | Diocesi di Debrecen-Nyíregyháza     | Nyíregyháza    |          |
| Cattedrale dell'Assunzione                         | Diocesi di Vác                      | Vác            |          |
| Cattedrale dell'Assunzione di Maria Vergine        | Arcidiocesi di Kalocsa-Kecskemét    | Kalocsa        |          |
| Concattedrale dell'Ascensione del Signore          | Arcidiocesi di Kalocsa-Kecskemét    | Kecskemét      |          |
| Cattedrale dei Santi Pietro e Paolo                | Diocesi di Pécs                     | Pécs           |          |
| Cattedrale di Nostra Signora d'Ungheria            | Diocesi di Seghedino-Csanád         | Seghedino      |          |
| Concattedrale di Sant'Antonio di Padova            | Diocesi di Seghedino-Csanád         | Békéscsaba     |          |
| Cattedrale di Nostra Signora e di Sant'Adalberto   | Arcidiocesi di Esztergom-Budapest   | Esztergom      |          |
| Basilica di Santo Stefano                          | Arcidiocesi di Esztergom-Budapest   | Budapest       |          |
| Cattedrale di San Ladislao                         | Diocesi di Győr                     | Győr           |          |
| Cattedrale di Santo Stefano                        | Diocesi di Székesfehérvár           | Székesfehérvár |          |
| Cattedrale di San Michele                          | Arcidiocesi di Veszprém             | Veszprém       |          |
| Cattedrale dell'Assunzione di Maria Vergine        | Diocesi di Kaposvár                 | Kaposvár       |          |
| Cattedrale della Visitazione di Maria Vergine      | Diocesi di Szombathely              | Szombathely    |          |
| Cattedrale di San Martino di Tours                 | Abbazia territoriale di Pannonhalma | Pannonhalma    |          |

### Rito bizantino
| Cattedrale                               | Arcidiocesi o Diocesi      | Località    | Immagine |
| ---------------------------------------- | -------------------------- | ----------- | -------- |
| Cattedrale di Santa Maria del Patrocinio | Arcieparchia di Hajdúdorog | Debrecen    |          |
| Cattedrale dell'Assunzione di Maria      | Eparchia di Miskolc        | Miskolc     |          |
| Cattedrale di San Nicola                 | Eparchia di Nyíregyháza    | Nyíregyháza |          |

## Cattedrali ortodosse
| Cattedrale                 | Chiesa ortodossa        | Località   | Immagine |
| -------------------------- | ----------------------- | ---------- | -------- |
| Cattedrale della Vergine   | Chiesa ortodossa serba  | Szentendre |          |
| Cattedrale di San Nicola   | Chiesa ortodossa rumena | Gyula      |          |
| Cattedrale dell'Assunzione | Chiesa ortodossa russa  | Budapest   |          |